# 浙江森马服饰
浙江森马服饰股份有限公司（Zhejiang Semir Garment Co., Ltd.，深交所：002563，简称：森马服饰），是中国大陆的一家主营大众休闲服饰和童装的上市股份有限公司。旗下有童裝品牌巴拉巴拉。

## 公司历史
浙江森马服饰由邱光和於1996年12月8日在温州市創立，透過虛擬經營模式在珠三角、长三角、山东及湖北等地設置逾160間廠房；目前旗下拥有森马和巴拉巴拉两个主要品牌，前者負責成人休闲服饰，後者則負責童装，創於2002年。而為拓闊世界銷售市場，浙江森马服饰取得了ISO9001国际质量体系和ISO14001环境管理体系兩項认证；2016年嘗試在俄罗斯、阿联酋等多个国家开設七八家专卖店，2018年則與北美最大全年龄段专业童装品牌 THE CHILDREN'S PLACE 合作，讓巴拉巴拉協助經營其業務，拓宽雙方在服裝市場的领導地位。
另外，浙江森马服饰在2012年到2013年基於业绩曾出現下降趨勢，至今全球店舖數目只剩4000多間。

## 外部連結
- 浙江森马服饰股份有限公司官方網頁 （页面存档备份，存于）